# Сараландж (Котайкская область)
Сараланж — село в Котайкской области Армении, в 31 км к юго-западу от областного центра, на берегу реки Сараландж, у восточного подножия горы Араилер.
На юго-востоке от деревни находится руина Сараландж.

## Население
По данным «Сборника сведений о Кавказе» за 1880 год в селе Тули-Наби Эчмиадзинского уезда по сведениям 1873 года было 26 дворов и проживало 227 азербайджанцев (указаны как «татары»), которые были шиитами.
По данным Кавказского календаря на 1912 год, в селе Тулинаби Эчмиадзинского уезда проживало 383 человек, в основном азербайджанцев, указанных как «татары».
В разное время некоторые из предков нынешнего населения эмигрировали из городов Муш и Карс.
Изменение численности населения Сараланджа:
| год     | 1873 | 1897 | 1926 | 1939 | 1959 | 1970 | 1979 | 1989 | 2001 | 2004 |
| жителей | 227  | 261  | 210  | 375  | 341  | 328  | 1011 | 242  | 332  | 298  |

## Экономика
Население занимается скотоводством и садоводством.